# مافیک

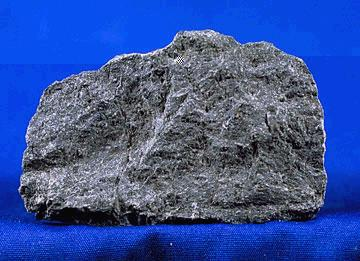
بازالت

اصطلاح مافیک (Mafic) برای کانی‌های سیلیکات یا سنگ‌های آذرینی به کار می‌رود که از سیلیکات‌های آهن و منیزیم غنی هستند. از جملهٔ این کانی‌ها می‌توان به الیوین و پیروکسن اشاره کرد و سنگ‌هایی که دربرگیرندهٔ چنین کانی‌هایی باشند به سنگ‌های مافیک موسومند. همچنین مافیک کلمه‌ای است که برای تعریف سنگ‌های آتشفشانی بار محتوای آهن و منیزیم فراوان به کار برده می‌شود. این کانی‌ها دارای نقطهٔ ذوب بالایی هستند. الیوین از نخستین کانی‌هایی است که از ماگمای مافیک اولیه متبلور می‌شود. برخی سنگ‌های فرامافیک تقریباً از الیوین تشکیل شده‌اند که به آنها دونیت می‌گویند. کانی‌های فرامافیک به ترتیب اولیوین، پیروکسن، آمفیبول و بیوتیت در سری بوون متبلور می‌شوند.
سنگ‌های مافیک از نظر شیمیایی، به آهن، منیزیم و کلسیم و به‌طور معمول به رنگ تیره، غنی هستند. در مقابل سنگ‌های فلسیک اغلب به رنگ و غنی از آلومینیوم و سیلیکون در کنار پتاسیم و سدیم هستند. سنگ‌های مافیک هم به‌طور معمول چگالی بالاتری نسبت به سنگ‌های فلسیک دارند. این واژه تقریباً مربوط به طبقه اصلی راک است.